# Xanthoparmelia klauskalbii
Xanthoparmelia klauskalbii är en lavart som beskrevs av Elix. Xanthoparmelia klauskalbii ingår i släktet Xanthoparmelia och familjen Parmeliaceae.   Inga underarter finns listade i Catalogue of Life.